# Andreas Berger (compositeur)
Pour les articles homonymes, voir Andreas Berger.
Andreas Berger, né en 1584 à Dolsenhaim près d'Altenbourg et mort le 10 janvier 1656 à Ulm, est un compositeur allemand.

## Biographie
La date de naissance exacte d'Andreas Berger n'est pas connue. À partir de 1606, cependant, il entre comme ténor à la chapelle de la cour de Stuttgart. Entre 1608 et 1612, il est toujours attaché à cette chapelle, mais comme compositeur.
De 1624 à 1634, il est kapellmeister à la cour du comte Ludwig Eberhardt d'Öttingen. Il est ensuite fonctionnaire respectivement dans les villes d'Augsbourg, de Leutkirch et d'Ulm, ville où il meurt en 1656.

## Œuvres
Il compose de la musique vocale sacrée comme profane.